# Чашелистче
Чашелистчетата (на латински: sepalum) са части от цветовете на покритосеменните. Обикновено са зелени и имат защитна функция за цвета в пъпката и често поддържат венчелистчетата при цъфтеж. Терминът sepalum е въведен от Ноел Жозеф де Неккер през 1790 г. и произлиза от гръцкото σκεπη – „покритие“.
Заедно, всички чашелистчета образуват чашка, която заедно с венчето (съвкупността от венчелистчета) образува околоцветник.
След разцъфване, повечето растения нямат нужда от чашка, която изсъхва или остава непотребна. Някои растения запазват бодливата си чашка, била тя изсъхнала или жива, като защитно средство за плода или семената. Например, такива са растения от рода Ацена. При някои видове чашката не само остава след цъфтеж, ами продължава да расте, докато образува обвивка около плода. Това е ефективна защита срещу някои видове птици и насекоми, която се наблюдава например у Физалис и Hibiscus trionum. При повечето растения чашелистчетата са зелени, благодарение на което те фотосинтезират.
От морфологична гледна точка, чашелистчетата и венчелистчетата са изменени листа. Чашката и венчето са външните стерилни извивки на цвета, които заедно образуват околоцветника. Родовете Роза и Phaseolus имат ясно отличими венчелистчета и чашелистчета.
Броят им в цвета може да е свързан с класификацията на растението. Например, цветовете на еудикотите (най-голямата група двусемеделни) най-често имат по 4 или 5 чашелистчета.
Развитието и формата на чашелистчетата могат да варират значително сред покритосеменните. Могат да са свободни или свързани заедно. Често са малки и назъбени и стърчат до узряване на плода.